# ديميتري جيرمان
ديميتري جيرمان (12 أغسطس 1988 ببياروزا في روسيا البيضاء - ) (بالبيلاروسية: Дзмітрый Сяргеевіч Герман) هو لاعب كرة قدم بيلاروسي في مركز الوسط. شارك مع منتخب روسيا البيضاء تحت 17 سنة لكرة القدم. أما مع النوادي، فقد لعب مع دينامو برست ونادي أتلانتس ونادي سلافيا-موزير ونادي سلوتسك وFC Gorodeya ‏ وFC Rechitsa-2014 ‏ وFC Baranovichi ‏ وFC Bereza-2010 ‏ وFC Slonim-2017 ‏.

## وصلات خارجية
- ديميتري جيرمان على موقع قاعدة بيانات كرة القدم.إي يو (الإنجليزية)
- ديميتري جيرمان على موقع Soccerway.com (الإنجليزية)